# Bratislavia bilongata
Bratislavia bilongata är en ringmaskart som först beskrevs av Chen 1944.  Bratislavia bilongata ingår i släktet Bratislavia och familjen glattmaskar. Inga underarter finns listade i Catalogue of Life.